# Shane Long
Shane Patrick Long (nascut el 22 de gener de 1987) és un futbolista professional irlandès que juga pel Southampton FC i per la selecció de la República d'Irlanda com a davanter.
Long va començar la seva carrera futbolística al Cork City. Posteriorment va anar al Reading FC on, entre altres assoliiments, va marcar tres gols en deu partits com a suplent durant la temporada 2005–06, amb el seu equip a la Championship, la qual van guanyar; va guiar el seu equip a la quarta ronda de la FA Cup tot derrotant el Liverpool FC en un partit de desempat el 2010, i va guanyar el premi al jugador de la temporada amb el club. Va signar contracte amb el West Bromwich Albion FC de la Premier League el 2011 per un traspàs de 6 milions de lliures, i el gener de 2015 va marxar al Hull City AFC. Posteriorment, va anar al Southampton l'agost de 2014.
Long va debutar amb la República d'Irlanda el 2007, i des de llavors hi ha estat internacional més de 60 vegades.